# Bernhard Rosenmöller
Bernhard Rosenmöller (ur. 17 kwietnia 1883 w Hamburgu, zm. 19 marca 1974 w Münster) – niemiecki pedagog i filozof, założyciel Akademii Pedagogicznej w Padeborn.

## Życiorys
W 1910 zdał niemiecki maturę eksternistycznie w Hameln. Następnie studiował we Fryburgu i Münster teologię, historię i języki starożytne. W 1914 obronił doktorat na Uniwersytecie w Münster na temat historii za czasów Fryderyka Wielkiego. W 1915 został powołany do wojska. W 1916 był ciężko ranny, wystąpił z armii i nauczał łaciny w gimnazjum w Münster. W latach 1920–1933 kierował Katolickim Stowarzyszeniem Akademickim w Münster. W 1925 spotkał się z protestantem Karlem Barthem i był inicjatorem pierwszych spotkań ekumenicznych.
W 1923 roku uzyskał habilitację u Maxa Ettlingera w Münster na podstawie rozprawy Religiöse Erkenntnisse bei Bonaventura. Od 1923 kierował także Instytutem Edukacji. W 1931 został nieetatowym profesorem filozofii w Münster. Pod koniec 1931 został mianowany profesorem filozofii w Państwowej Akademii w Braniewie w Prusach Wschodnich. W 1937 został mianowany profesorem wydziału teologicznego Uniwersytetu Wrocławskiego. W 1944 został wbrew prawu przeniesiony na wydział teologiczny, pozostawał tam do 1945 roku. Jego interpretacja przedstawiała narodowy socjalizm przede wszystkim jako odstępstwo od Boga.
W 1946 roku został rektorem założycielem Akademii Pedagogicznej w Paderborn. Z powodu niedociągnięć organizacyjnych opuścił uczelnię w 1949 i następnie wykładał na Uniwersytecie w Münster. W 1959 roku przeszedł na emeryturę w Münster.